# Burg Altenstein (Südschwarzwald)
Die Burg Altenstein ist eine abgegangene Höhenburg im Angenbachtal auf einem 750 m ü. NN hohen Felssporn nördlich des Ortsteils Altenstein der Gemeinde Häg-Ehrsberg im Landkreis Lörrach in Baden-Württemberg. Es ist unklar, ob es sich bei dieser Burg um die urkundlich erwähnte Burg Altenstein handelt. Einer anderen Hypothese nach handelt es sich bei der urkundlich erwähnten Burg Altenstein um die Burg auf dem Henschenberg oberhalb von Zell im Wiesental.

## Geschichte
Die urkundlich erwähnte Burg Altenstein wurde im 13. Jahrhundert erbaut. Sie war Sitz des danach benannten Geschlechts der Herren von Stein.  Nachdem Heinrich III. von Stein ohne männliche Nachkommen verstorben war, gingen Burg und Herrschaft über die Erbtochter Margareta derer von Stein, die mit Rudolf I. von Schönau verheiratet war, an die Herren von Schönau über.
Die Herren von Schönau bezogen den Sitz in der von ihnen erworbenen Herrschaft Wehr. Von einer Zerstörung der Burg Altenstein durch einen Krieg ist nichts bekannt. Man muss daher davon ausgehen, dass die Burg später nicht weiter bewohnt wurde, schließlich zerfiel und, eventuell als Steinbruch missbraucht, abgetragen wurde. In einem Schiedsspruch aus dem Jahr 1406 betreffend die hohe Gerichtsbarkeit über Hausen im Wiesental wird die Burg Stein, an welche die Gerichtsbarkeit von Zell gebunden war, noch als „Feste“ bezeichnet.

## Beschreibung
Die Burgstelle liegt unterhalb des Weilers Altenstein auf einem Felssporn, der in das Angenbachtal hineinragt. Der Felssporn fällt an der West-, Nord- und Ostseite nahezu senkrecht in das Angenbachtal ab. Nach Süden ist das Burgareal durch einen tiefen Halsgraben abgetrennt. Auf dem Burgareal sind geringe Reste der südlichen Ringmauer sichtbar. Teile des sich nördlich anschließenden Burgareals sind vermutlich ins Angenbachtal abgerutscht.

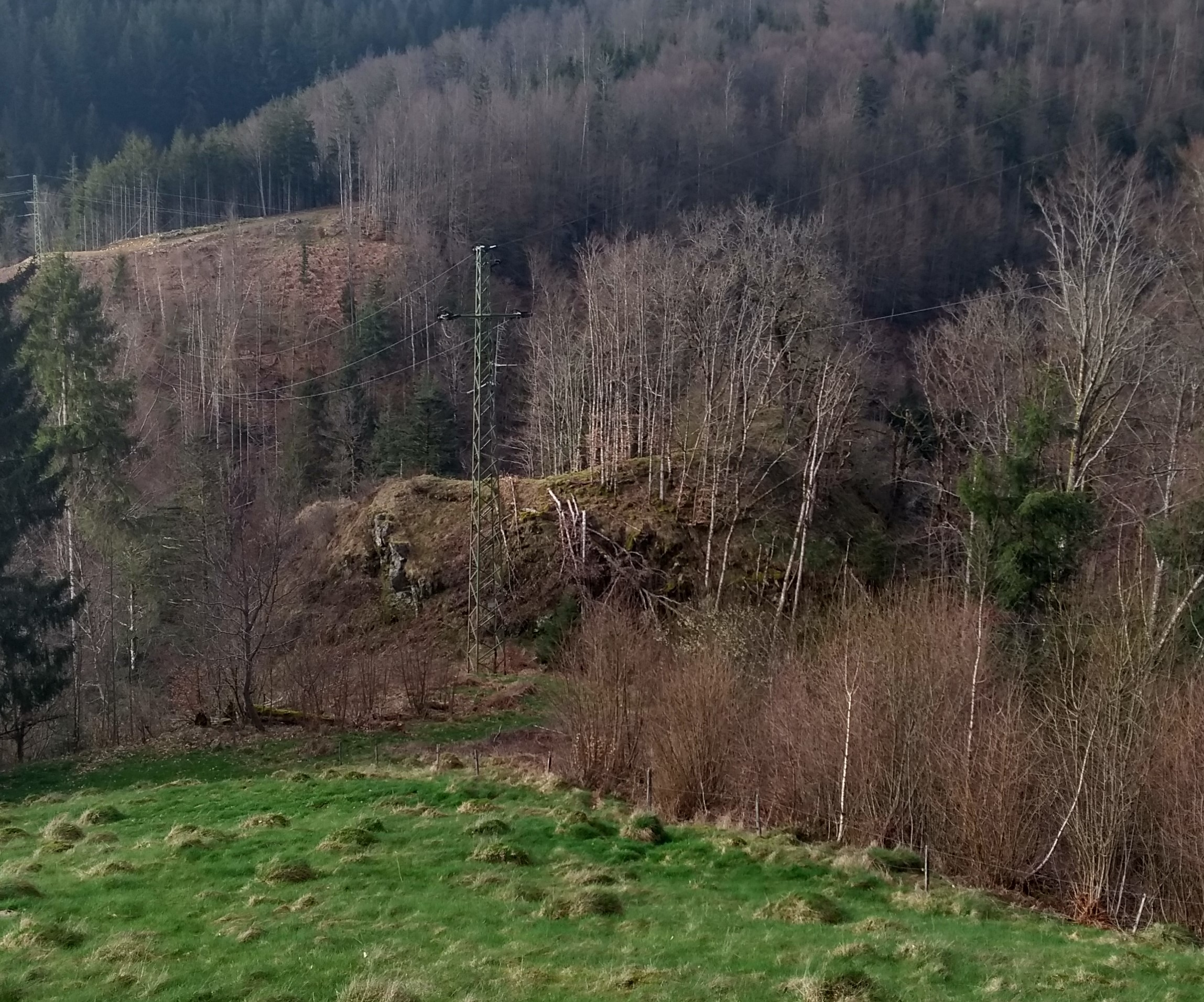
Ansicht von Süden in Richtung Angenbachtal. Hinter dem Strommast tiefer Halsgraben, dahinter das Burgareal.
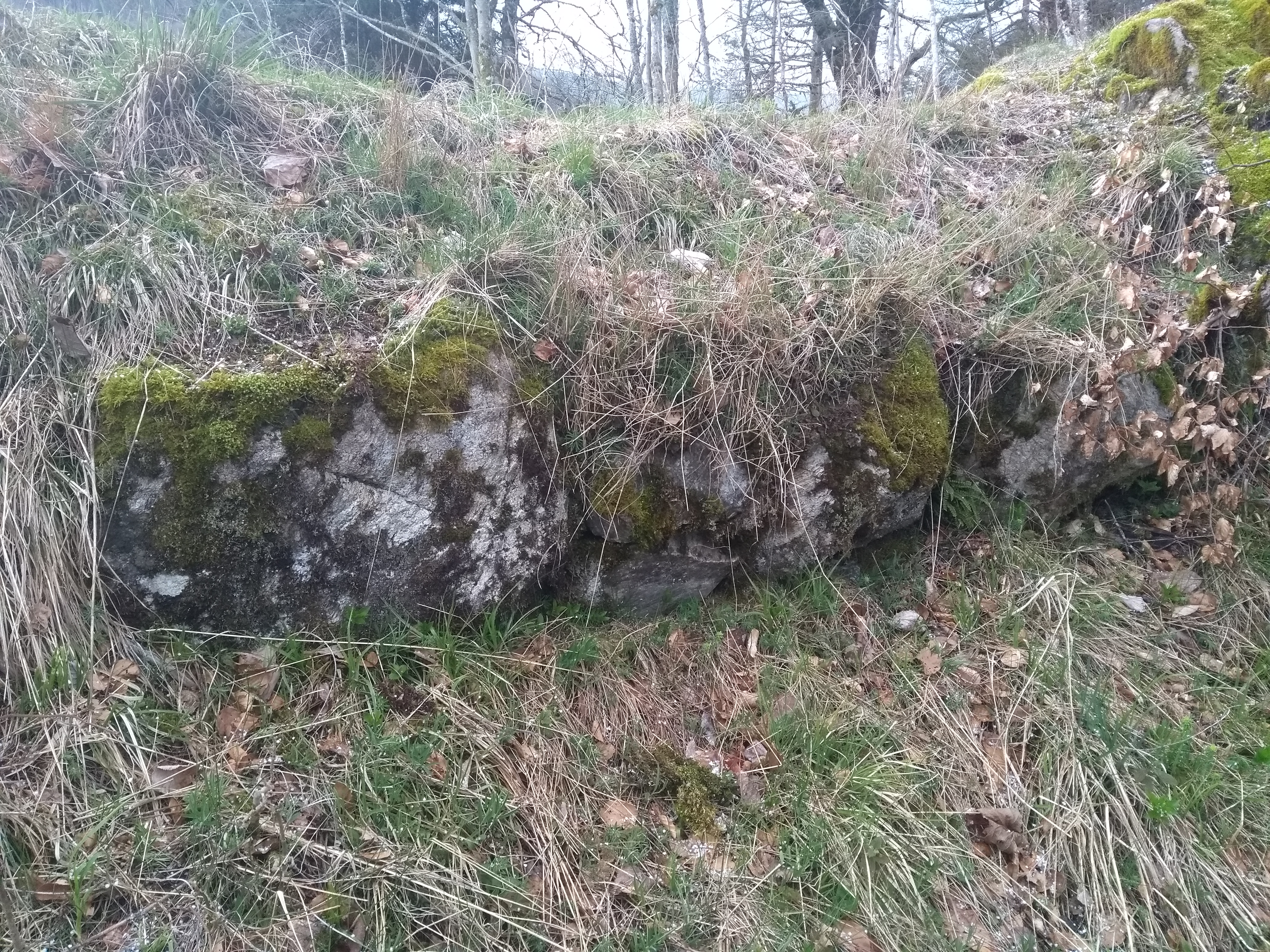
Reste der südlichen Ringmauer.